# 高汉 (1926年)
高汉（1926年1月—），原名陈汉皋，男，浙江天台人，中华人民共和国政治人物，曾任北京电影制片厂副厂长，中华诗词学会顾问。